# Latinsk grammatik
Latinsk grammatik beskriver de regler, som bruges til at fortolke og komponere latinske tekster. Grammatikken er på mange måder anderledes end den danske, da latin ikke har nogen bestemt artikel og er et morfologisk sprog, hvor bøjningen af ordene i en sætning spiller en større rolle end deres placering. Ordstillingen er således teoretisk set fri, men dog underlagt regler (syntaks). Latin har et udvidet system af bøjninger for substantiver, verber, pronominer, tal og adjektiver, hvoraf substantiver, pronominer, tal og adjektiver bøjes efter tal og kasus, mens verber bøjes i et separat system efter en række faktorer som tid, person, modus m.v.

## Morfologi

### Verber
Latinske verber bøjes i et separat system af bøjninger, hvor verber bøjes alt efter placering og betydning. Latinske verber siges at bøjes efter en bøjning, der findes fire forskellige bøjninger (konjugationer). Disse bøjninger minder om hinanden, men har alligevel en række forskelle, som gør kendskab til verbets bøjning essentiel. Nogle verber er totalt uregelmæssige og hører således ikke til nogen bøjning. Overordnet bøjes efter et givent regelmæssigt verber i tre modus: indikativ, konjunktiv og imperativ (Se #Modus om brugen). Herefter kan verbet bøjes efter de to diateser: aktiv og passiv (Se #Diatese om brugen). Ordet bøjes herefter i tempus (tid): præsens, præteritum, imperfektum, futurum, perfektum, pluskvamperfektum, futurum perfektum, hvoraf futurumtiderne ikke findes i konjunktiv, og der i imperativ kun findes tiderne futurum og præsens. Herefter bøjes verbet efter aktørens tal og person, disse svarer til de danske 1. sing.: jeg, 2. sing.: du osv.
Verbet kan også være ubøjet, være infinit. Disse former kan være infinitivformerne (at være, at have været etc.), der også bøjes i tid og diatese. Også participier hører til de infinitte former. Navneord er kaldet "Substantiver" dernæst udsagnsord dom er kaldet "verbum" og så er der tillægsord som er kaldet "adjektiver".

### Nominer
På latin er nominerne en gruppe af ordklasser, der bøjes i køn, tal og kasus. Hertil hører substantiver, adjektiver, pronominer og numeraler. Latin har traditionelt fire forskellige køn, hvoraf sidste dog ofte tælles som inkorporeret i de tre andre: maskulinum (hankøn), femininum (hunkøn), neutrum (intetkøn) eller commune (fælleskøn). Nominer kan bøjes i to tal: singularis (ental) og pluralis (flertal). På latin findes seks forskellige kasus: nominativ, akkusativ, genitiv, dativ, ablativ og vokativ, der bruges som på f.eks. tysk til at indikere ordets rolle/led i sætningen. (Se mere i afsnittet kasus længere nede.)

#### Substantiver
Latinske substantiver (navneord) bøjes i kasus og tal og har et af de fire køn. Herudover bøjes substantiverne i fem forskellige deklinationer eller bøjninger, hvoraf 1.-3. svarer til adjektivernes 1.-3. bøjning og desuden er de hyppigst forekommende deklinationer, hvorimod 4. og 5. bøjning er relativt sjældne. Substantiver kan deles i to dele: abstrakte og konkrete substantiver; hvor de konkrete beskriver en person eller ting, som homo, menneske; de abstrakte beskriver noget tænkt og uhåndgribeligt, som amor, kærlighed. De konkrete inddeles i to grupper: almene og egenavne, som fx Gaius Iulius Caesar. Egennavne er altså også substantiver - og kan bøjes ligesom de øvrige i kasus. Egennavne i øvrigt også substantiver på dansk - vi tænker bare sjældent over det.

##### Køn
Substantivernes køn angives i ordbogen, men følger typisk en regel og kan derfor udregnes efter overordnede regler:
Maskulinum er typisk ord og navne, der beskriver mænd f.eks. vir (mand) og servus (slave), ord i anden deklination med endelsen -us, floder Rhenus (Rhinen) og Tiberis (Tiberen), bjerge og vinde.

Femininum er typisk ord og navne, der beskriver kvinder f.eks. mulier (kvinde) og ancilla (slavinde), ord i første og tredje deklination (-a, -io, -ia, lande Aegyptus (Ægypten) og Italia (Italien), øer Sicilia (Sicilien) og Sardinia (Sardinien), planter og træer.

Neutrum ord er typisk upersonlige og konstruerede som et templum (tempel) og aedificium (bygning) og infitiv verbalformer esse (at være), sepelire (at begrave), men ellers er det vanskeligt at give nogle særlige regler herfor.

Commune er mange ord, der både kan beskrive en kvindelig og mandlig version. Dette gælder f.eks.: sacerdos (præst), civis (borger) og comes (kompagnon eller partner).
Disse regler er upræcise med et utal af undtagelser.

##### De fem deklinationer
De fleste latinske substantiver bøjes forskelligt alt efter, hvilken deklination (bøjning) de tilhører. Deklinationerne er et system over bøjningen af en ordgruppe, der viser, hvad f.eks. et ord i første deklination hedder i de seks kasus i singularis og i de seks kasus i pluralis. Men ikke alle ordene i en deklination bøjes efter standardbøjningen; særligt tredje deklination indeholder en del sideordnede bøjninger, der bøjes delvist anderledes end hovedbøjningen, og derudover findes der uregelmæssige ord. Deklinationerne er delt i fem, og typisk kan det bøjningen udledes substantivets nominativ-endelse. Første deklinations substantiver plejer at ende på -a, anden deklination i -us (maskulinum) eller -um (neutrum), tredje deklination i -o, -s, -x, ns, -us eller konsonant, fjerde deklination i -us elle -u og femte deklination i -es. Heraf fremgår det, at særligt endelse -us deles mellem flere deklinationer, hvorfor deklination her ikke alene kan udledes på baggrund af endelsen.
De fem deklinationer kan bruges til de fleste substantiver, men nogle latinske substantiver er ubøjelige, ændrer således ikke form og hører ikke til nogen deklination. På klassisk latin er ubøjelige substantiver dårligt forekommende, men kirkelatin indeholder mange ubøjelige substantiver særligt i det gamle testamente, der ofte er hebraiske navne som Achaz.

#### Adjektiver
På latin bøjes adjektiver også. Disse bøjes efter kasus og tal af det substantiv, de lægger sig op ad. Der skal være kongruens mellem de to, hvorfor det hedder atra avis (en sort fugl) i nominativ sing., atram avem i akkusativ sing. og atrae aves (sorte fugle) i nominativ plur. Adjektivet ater (sort) ændrer sig efter avis (fugl). Adjektiverne deles i to grupper: 1.-2. bøjning og 3. bøjning. Disse svarer til forveksling til substantivernes 1.-3. deklination. Adjektiverne i 1.-2. bøjning bøjes forskelligt efter substantivets køn, f.eks. hedder bonus (god) følgende i nominativ: bonus (m), bona (f) og bonum (n). Adjektiverne i tredje bøjning ændrer også form efter kønnet, men her hedder femininum og maskulinum det samme, mens neutrum bøjes anderledes, f.eks. gravis (tung) i nominativ sing.: gravis (m. og f.) og grave (n). Andre ord hedder det samme i nominativ ligegyldigt køn, men bøjes anderledes i neutrum ved bl.a. at bevare nominativ i akkusativ sing. og have endelsen -a i nominativ og akkusativ plur. Adjektiver kan stå alene på latin og får hermed en substantiel betydning, f.eks. sapiens libellum conscripsit (en klog (mand) skrev en lille bog).
Adjektiver kan også bøjes i komparativ og superlativ. Komparativ i nominativ dannes ved at tage adjektivets stamme, og lægge -ior (m og f) eller -ius (n) til. Komparativ bøjes efter adjektivernes 3. bøjning. Superlativ dannes ligeledes ved stammen, hvortil der lægges endelsen -issimus eller -rimus alt efter hvilket ord. Superlativ bøjes efter adjektivernes 1.-2. bøjning.

#### Pronominer
Pronominer er på latin som på dansk ord, der står i stedet for et substantiv (traditionel forklaring) f.eks.; is (han) eller ipse (han selv). Den latinske brug af pronominer bøjes i stil med substantiverne i tal og kasus, men udelades ofte i nominativ. Dette skyldes, at latin med sit udvidede verbalsystem kan indikere aktøren udelukkende vha. verbet, der indikere om det er (jeg, du, han/hun/den, vi, I eller de), der gør eller udsættes for noget. Det hedder således bare scribo (jeg skriver), hvor ego (jeg) kan udelades, da der ikke kan være andre end mig, der skriver, når verbet hedder scribo (Se mere under #Verballed). Resten af reglerne pronominerne synes at minde om dansk, da latin f.eks. også bruger et refleksivt pronomen se (sig) til at pege tilbage på aktøren. Pronominerne bøjes efter nogenlunde samme bøjningen, der ligner adjektiverne og substantivernes 1.-2. bøjning.

#### Numeraler
Latin har som på dansk talrækken: unus, duo, tres, quattuor etc. (en, to, tre, fire osv.). Af disse er alle undtagen de første tre ubøjelige. Unus bøjes efter 1.-2. bøjning som et adjektiv efter substantivets køn, tal og kasus. Unus bruges på latin kun til at tælle og forklare antal, ikke på dansk som et artikel. Duo bøjes i en blanding mellem 1.-2. og 3. bøjning efter substantivets køn, tal og kasus.. Tres bøjes efter 3. bøjning som et adjektiv efter substantivets køn, tal og kasus.
Til numeralerne hører også ordenstallene: primus, secundus, tertius etc. (første, anden, tredje osv.), der bøjes som adjektiver i 1.-2. bøjning efter substantivet køn, tal og kasus. Ordenstallene dækker alle tal og kan alle bøjes - modsat talrækken.

### Adverbier
På latin bruges adverbier meget lig som på dansk. De indikerer måde, grad, tid eller sted af verbet og deles i fødte og afledte adverbier. Fødte adverbier er adverbier, som er rene adverbier og kun kendt som adverbier eksempelvis ibi (her). Dette står i modsætning til afledte adverbier, der blev født som et adjektiv, men senere også fik en adverbiel form. Dette kendes også fra dansk, hvor verber kan få endelsen -t og blive et adverbium. På latin er stulte (dumt) et eksempel, afledt af ordet stultus (dum). Afledte adverbier ender typisk på -e eller -ter på latin.
Adverbier er ubøjelige, men en del adverbier kan alligevel bøjes i grader ligesom adjektiver. Her ender komparativ typisk på -ius og superlativ på -issime, f.eks. stulte, stultius, stultissime (dumt, dummere, dummest/meget dumt). Stultissime dixit (han talte meget dumt).

### Præpositioner
Latin har en række præpositioner (forholdsord), der indikerer forholdet til noget: in (i, ind i, på etc.), cum (med), ex (ud af) og propter (på grund af) for at nævne et par stykker. Latin kender også i hvert fald en postposition, tenus (indtil). Postpositioner står typisk efter substantivet de omhandler modsat præpositioner, der typisk kommer før substantivet; hertil findes en masse undtagelser, da særligt de korte præpositioner har det med at komme efter til tider eller stå i midten af de ord de omhandler, f.eks. quam ob rem (ord-for-ord: hvilken af grund, dvs. af hvilken grund). Nogle præpositioner findes i to versioner, der begge betyder det samme, men hvor versionen uden slut-konsonant plejer at komme før en konsonant, f.eks.: ab og a (af, fra m.v.) og ex og e (ud af).
Latinske præpositioner deles normalt efter, hvilke kasus de styrer i præpositionsled. Ligesom på tysk og oldgræsk styrer præpositioner på latin kasus. På latin kan kasus styre akkusativ, ablativ eller begge dele. Ved præpositioner, der styrer begge, vil kasus komme an på præpositionens betydning, hvor akkusativ vil indikere en bevægelse og ablativ stilstand. In betyder således ind i, når den styrer akkusativ, som i in templum (ind i templet); ved ablativ betyder in inde i eller i som in templo (i templet).

### Konjunktioner
Konjunktioner er bindeord f.eks.: og, at, eller osv. Konjunktioner kan inddeles i hovedkategorierne parataktiske eller hypotaktiske. Der findes forskellige typer af konjunktioner, herunder kopulative, disjunktive, adversative, finale, kausale, konditionale, konsekutive, koncessive, modale, temporale og uden betydning.

### Interjektioner
Udråbsord: O (åh), heu (ak). Findes især i komedierne. Der anvendes akkusativ i udråb: O me perditum (åh, jeg fortabte); heu me infelicem (ak, jeg uheldige).

## Syntaks

### Sætningsled
Sætningsled angives på latin med kasus, når der er tale om andre led end verballedet.

#### Verballed
Verballed er det vigtigste led i sætningen og indgår i definitionen af sætningens nexus. Da subjekt kan være implicit i verbet, er et verbum også den korteste form for sætning, der findes på latin. Denne korte form for sætning er relativt sjælden, men forekommer oftere i besvarelser, hvor man på latin svarer med at gentage verbet, f.eks. Suntne equi stulti? (Er heste dumme?), Sunt (De er dvs. "Ja"). Verballed bøjes i en simpel sætning som et finit verbum efter sætningens subjekt og kan bestå af flere forskellige verber, typisk forbundet med en konjunktion.

#### Subjekt
Subjekt indgår ligeledes i nexus, men kan også udelades, hvis subjektet er klart ud fra verbet. Subjektet står i en simpel sætning i kasus nominativ.

#### Subjektsprædikat
Subjektsprædikater står i samme kasus, som subjektet og defineres som det samme som subjektet; der sættes et lighedstegn mellem de to. Subjekt og subjektspædikater forbindes med ord som esse, fieri etc. (at være, at blive). F.eks. canis crassus est (hunden er fed, kan også oversættes som det/der er en fed hund m.v.).

#### Direkte objekt og objektsprædikat
Direkte objekter står i simple sætninger i kasus akkusativ og optræder ved transitive verber. Objektsprædikater er ligesom subjektsprædikater ord, der er det samme som deres medled, f.eks. Eum Gaium nomino. (Jeg kalder ham Gajus.), hvor eum er objektet, Gaium objektspædikat, da objektet og denne er den samme person. Objektsprædikater forbindes ikke med objektet med noget verbum.

#### Indirekte objekt
Også kaldet hensynsled, beskriver for eller til hvem, man gør eller giver noget. Modtageren står i dativ. Caesar Romanis auxilium dabat. (Caesar gav romerne hjælp.), hvor Romanis står i dativ, da de er modtageren af hjælp.

### Verbalformer

#### Diatese
- diatese (art): aktiv, passiv
Aktiv kaldes også handleform og bruges om den eller det der udfører en handling (jeg kaster stenen)
Passiv kaldes også lideform og bruges om den eller det der gøres noget ved (stenen kastes af mig)

#### Tempus og aspekt
- tempus (tid): præsens, præteritum, futurum
De tre tempora svarer til noget nutidigt, noget fortidigt og noget fremtidigt
- aspekt: infektiv, perfektiv
Infektiv beskriver en uafsluttet handling, mens perfektiv vedrører afsluttede handlinger
Ved at kombinere tempus og aspekt, får man de seks tidslige bøjninger:
præsens (infektiv; svarer til det danske nutid; jeg køber huset)
præteritum (infektiv; svarer til det danske datid; jeg købte huset)
futurum (infektiv; svarer til fremtid på dansk; jeg vil købe huset)
perfektum (underforstået præsens; svarer til dansk førnutid eller datid; jeg har købt huset)
præteritum perfektum (kaldes undertiden også pluskvamperfektum; svarer til dansk førdatid; jeg havde købt huset)
futurum perfektum (kaldes undertiden også futurum exactum; svarer til dansk førfremtid; jeg vil have købt huset)

#### Modus
- modus (måde): indikativ, konjunktiv, imperativ
Indikativ bruges om konstateringer (det regner), konjunktiv om ønsker, muligheder, hypoteser og i forbindelse med visse ledsætninger (hvis det havde regnet, havde jeg taget paraplyen med), og imperativ bruges ved direkte ordrer (tag paraplyen med!)

#### Infinitiv
Infinitiv betegner en bøjningsform af verber og kaldes også for navnemåde eller at-form. Et finit verbum er et bøjet verbum; jeg kører, kørte, har kørt osv. Hvorimod et infinit verbum er den ubøjede form at verbet; Jeg vil gerne køre. Det er super lækkert at køre cykel om sommeren. 
 Tekst mangler, hjælp os med at skrive teksten

#### Gerundium og gerundiv
Se: Gerundium og Gerundiv.
 Tekst mangler, hjælp os med at skrive teksten

#### Supinum
Se: Supinum.
 Tekst mangler, hjælp os med at skrive teksten

### Ledsætninger
Se: Ledsætning og Consecutio temporum om tidsfølgen i ledsætninger (bisætninger).
 Tekst mangler, hjælp os med at skrive teksten

### Kasus
Latin har videreført 6 af de 8 (måske 10) kasus i indoeuropæisk. Instrumentalis er ført ind under ablativ som 'instrumental ablativ', og lokativ er fordelt på to kasus: lokativisk genitiv og lokativisk ablativ.
- nominativ, subjekt og subjektsprædikat. Bruges i en aktiv sætning til at angive agens også kaldet aktøren. (Jeg henter vinen).
- akkusativ, direkte objekt og objektsprædikat. Bruges om den eller det, som handlingen vedrører. (Jeg henter vinen).
- genitiv. Bruges til at betegne et ejerforhold og svarer på "Hvis er det?". (Jensens kop, dronningens portræt). Fra den indoeuropæiske kasus lokativ er overtaget lokativisk genitiv, som bruges i betegnelser for byer og mindre øer, når de er singularis og bøjes efter 1. og 2. deklination samt i udtrykkene domi hjemme og ruri på landet.[2]
- dativ, indirekte objekt. Bruges til at angive modtageren af en handling og svarer på "Til hvem er det?". Ofte i forbindelse med at give. (Jeg giver ham vinen).
- ablativ, adverbielt led. Bruges til at angive 'med hvad?', 'hvordan?', 'hvor?', 'hvorfra?' osv. Ablativ har ikke et modstykke på dansk, men gengives med et præpositionsled. (Jeg slog sømmet i med hammeren). Den indoeuropæiske kasus lokativ er i vid udstrækning blevet videreført som lokativisk ablativ.[3]
- vokativ bruges i direkte tiltale: Veni serve (kom, slave!).

### Ordstilling
Den latinske grammatik er ligesom en række andre gamle indoeuropæiske sprog i høj grad baseret på bøjninger af ordene, og der er stor frihed til at vælge ordenes rækkefølge i sætningerne. Dette er i modsætning til sprog som fx dansk, hvor ordstillingen kan være afgørende for den grammatiske funktion.
På latin følger ordstillingen ofte subjekt, objekt, verbum-paradigmet, selv om der, særligt i poesi, kan forekomme variationer.
Ordstillingen er således teoretisk set fri, og betydningen kan forstås, selv hvis to sammenhørende ord skilles af flere ord, til tider på tværs af hoved- og ledsætninger, hvilket hænder hyppigst i poesi.
En konstruktion, hvor to sammenhørende dele er adskilt af ord eller led, er blevet benævnt sandwich-konstruktion, men med yderdelene som det centrale i sandwich-effekten. Et eksempel er karakteren "magna cum laude" (med stor ros). Første ord (magna) er fremhævet (emfase). Præpositionen er anbragt i midten. Betydningsmæssigt kunne det hedde cum laude magna, men ordstillingen bruges til at fremhæve det, der står forrest. Franz Blatt (1903-1979) skrev indledningsvis (§ 395): »Den latinske Ordstilling er fri, men ikke vilkaarlig«. I kasussprog som latin kan af kasus fremgå sammenhænge, som på ikke-kasussprog kun kan udtrykkes ved ordstilling eller præpositionsled.